# 市川量造
市川 量造（いちかわ りょうぞう、1844年12月8日 - 1908年2月15日）は、元長野県会議員、元信飛新聞社社長、啓蒙家。松本城が競売にかけられ落札されたが、買い戻した人物として知られる。幼名は泰之助。

## 人物
信濃国筑摩郡松本城下の下横田町の名主の家に生まれ、明治維新後は南佐久郡郡長、戸長を務めた。幕末に江戸で学問を修めた後、松本に戻り『信飛新聞』を発行した（同紙は長野県初の日刊新聞）。
1872年（明治5年）、松本城が大蔵省によって競売にかけられ、天守閣が235両、付合物を合わせて計309両で落札された。落札者は天守閣を取り壊そうとしたが、量造は「城がなくなれば松本は骨抜きになる」と紙面で訴え、先祖伝来の蔵書を売るなどして金を工面し始める。城内で博覧会を開催しその入場料などが当てられ、買い戻しに成功した。
1882年、南佐久郡長に任命され、ここで秩父事件に遭遇する。1885年には下高井郡長に任命された。その後は長野県会議員を務めるなど松本の産業振興に尽力した。1908年に死去、享年65。現在、松本城公園の入り口にレリーフが設置されている。